# Виноградар (село)
Виногра́дар (у минулому — Красний Виноградар) — село в Україні, у Роздільнянській міській громаді Роздільнянського району Одеської області. Адміністративний центр однойменного старостинського округу. Населення становить 1710 осіб. Розташоване за 30 км на південний схід від районного центру. У селі знаходиться станція Карпове, де зупиняються приміські потяги.
Є найбільшим селом за кількістю населення у Роздільнянській територіальній громаді.
Повз Виноградар проходить автошлях обласного значення О160506 (ст. Вигода - Роздільна).

## Історія
Поселення засноване переселенцями з села Градениці у 1924 році.
Під час Голодомору в Україні 1932—1933 років в селі загинуло 4 людини:
- Іванова Надія Антонівна;
- Кудряшова Палажка Василівна;
- Лупундюк Костянтин Іванович;
- Савенко Парасковія Іллівна[3].

У роки Другої світової війни на фронт пішло 227 селянина, 74 з них загинуло, 144 отримали орден «За мужність та героїзм». Уродженець Виноградаря О.В. Поддавашкін отримав звання Героя Радянського Союзу.
Станом на 1 вересня 1946 року село було центром Виноградарської сільської ради, яка була у складі Біляївського району.
Протягом 1956—1964 років у селі було збудовано 147 житлових будинків.
У 1965 році село у складі Виноградарської сільради перейшло в підпорядкування від Біляївського до Роздільнянського району.
На 1 травня 1967 року у селі знаходився господарський центр колгоспу імені Леніна. Був кар'єр з видобування каміння-ракушняка, лісопильня. Працювала середня школа, бібліотека та клуб.
12 вересня 1967 року до складу Виноградаря увійшло колишнє селище Карпове та село Новоселівка.
У період 1967—1977 років у селі побудовано шкільний інтернат на 50 ліжок, 20 житлових будинків, двоповерховий будинок для вчителів, 80 індивідуальних будинків для колгоспників.
В 1975 році, в день 30-річчя перемоги над нацизмом, у горіховому сквері села відкрито монумент загиблим воїнам-односельчанам.
У селі станом на 1978 рік працювала школа, де працювало 26 вчителів та навчалося 360 учнів. Був клуб з залом на 120 місць, бібліотека з книжковим фондом у 3720 примірників, літній театр на 240 місць; фельдшерсько-акушерський пункт з зуболікарським кабінетом, ясла-садок на 70 місць, шість магазинів, відділення зв'язку, буфет, колгоспна столова, ощадна каса, комплексний приймальний пункт райпобуткомбінату. 
4 квітня 1997 року почав діяти храм Святого Димитрія Солунського УПЦ (МП). Храм був перебудований з будівлі колишнього магазину. До цього періоду храм у селі був відсутній.
У рамках декомунізації у селі була перейменована вулиця Ватутіна, нова назва – Залізнична.
У результаті адміністративно-територіальної реформи село ввійшло до складу Роздільнянської міської територіальної громади та після місцевих виборів у жовтні 2020 року було підпорядковане Роздільнянській міській раді. До того село входило до складу ліквідованої Виноградарської сільради і було її центром.

## Населення
У 1967 році у селі мешкало 1287 осіб. У 1978 році у селі нараховувалось 516 подвір'їв та 1388 осіб. Згідно з переписом УРСР 1989 року чисельність наявного населення села становила 1614 осіб, з яких 731 чоловік та 883 жінки.
За переписом населення України 2001 року в селі мешкало 1513 осіб, у 2010 — 1548; 2011 — 1552; 2012 — 1584; 2013 — 1614; 2014 — 1714; 2015 — 1710.

### Мова
Розподіл населення за рідною мовою за даними перепису 2001 року:
| Мова       | Відсоток |
| ---------- | -------- |
| українська | 83,72 %  |
| російська  | 12,41 %  |
| молдовська | 3,48 %   |
| болгарська | 0,20 %   |
| білоруська | 0,13 %   |

## Відомі люди
У колишньому селищі Карповому народився Герой Радянського Союзу О. В. Поддавашкін (1919—1976). Також у Карповому народилася Зуєнко Лариса Павлівна – народна артистка України.